# Psophocarpus monophyllus
Psophocarpus monophyllus är en ärtväxtart som beskrevs av Hermann August Theodor Harms. Psophocarpus monophyllus ingår i släktet Psophocarpus och familjen ärtväxter. Inga underarter finns listade i Catalogue of Life.